# Casalciprano
Casalciprano là một đô thị ở tỉnh Campobasso trong vùng Molise thuộc nước Ý, có vị trí cách khoảng 11 km về phía tây của Campobasso. Tại thời điểm ngày 31 tháng 12 năm 2004, đô thị này có dân số 613 người và diện tích là 19.0 km².
Casalciprano giáp các đô thị: Busso, Castropignano, Frosolone, Sant'Elena Sannita, Spinete, Torella del Sannio.